# Jaketa Palmotić Dionorić

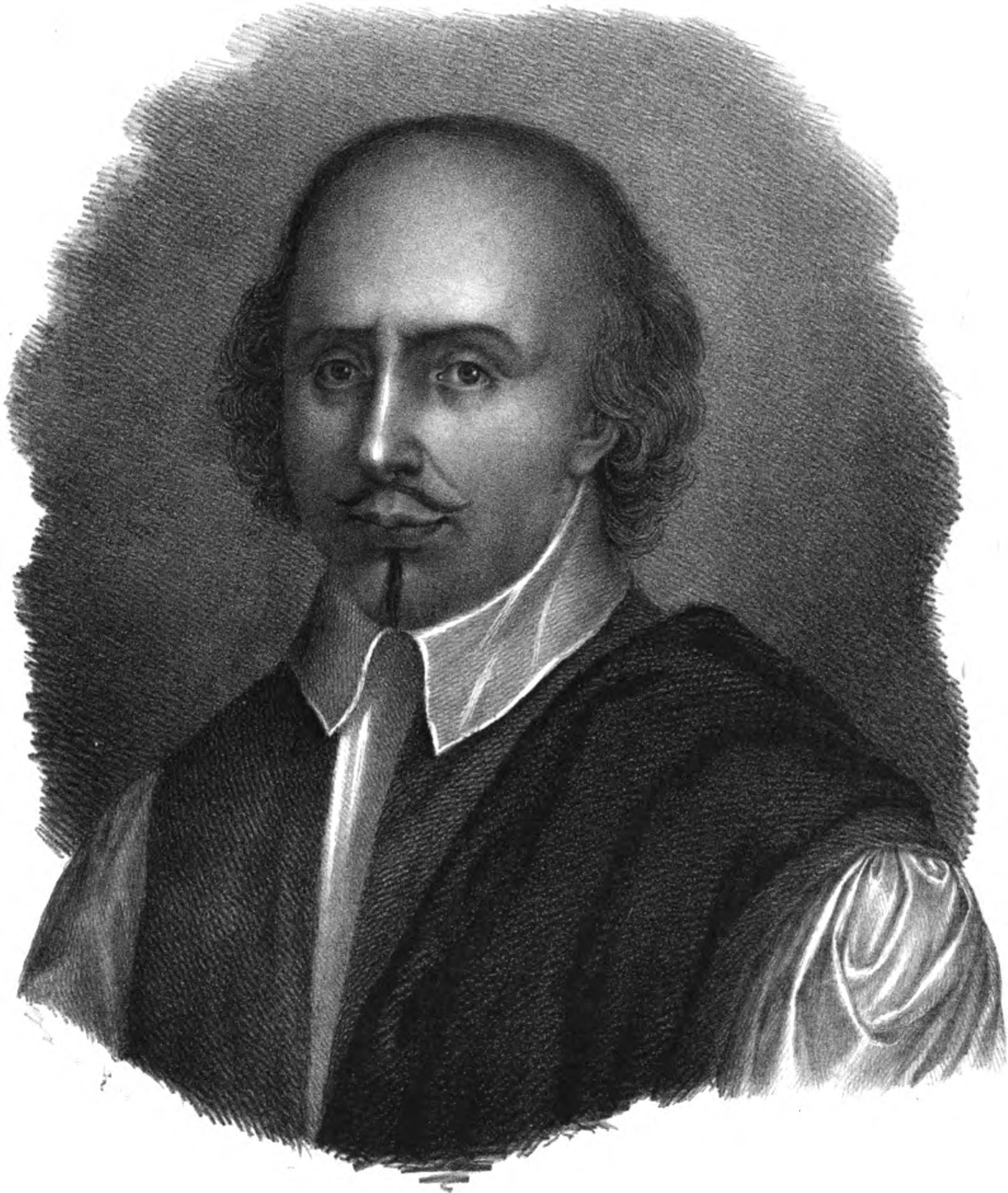
Jaketa Palmotić

Jaketa Palmotić Dionorić, född 1623, död 1680, var en kroatisk poet. 
Palmotić Dionorić författade, efter förebilden av Ivan Gundulićs "Osman", hjältedikten Dubrovnik ponovlen (Det pånyttfödda Ragusa, tryckt först 1878 jämte hans tragedi Didone), skildrande den stora jordbävningen 1667 och förvecklingarna med turkarna, poetiskt svagt, men av historiskt värde.